# Campeonato Brasiliense de Futebol de 2019
O Campeonato Brasiliense de Futebol de 2019 foi a 61ª edição da divisão principal do futebol do Distrito Federal brasileiro. A competição, organizada pela Federação de Futebol do Distrito Federal, foi disputada entre 20 de janeiro e 20 de abril por doze equipes do Distrito Federal, de Goiás e Minas Gerais. O campeonato atribuiu duas vagas para a Copa do Brasil de 2020 e a Copa Verde de 2020, além de duas vagas para a Série D do Brasileiro de 2020.

## Regulamento
O campeonato será disputado em quatro etapas: fase classificatória, quartas de final, semifinais e final. Na primeira fase, as doze equipes jogarão entre si em jogos de ida, totalizando onze rodadas. As oito equipes com o maior número de pontos conquistados na primeira fase avançarão para as quartas de final, enquanto os dois últimos colocados serão rebaixados para a segunda divisão de 2020. A partir daí, os times se enfrentarão em sistema de mata-mata até a determinação do campeão brasiliense de 2019.
O campeão e o vice conquistarão vagas em três campeonatos nacionais: Série D do Brasileiro de 2020, Copa do Brasil de 2020 e Copa Verde de Futebol de 2020.

### Critérios de desempate
Ocorrendo empate em número de pontos ganhos entre duas ou mais equipes na fase classificatória, serão aplicados, sucessivamente, os seguintes critérios de desempate:
1. Maior número de vitórias.
2. Maior saldo de gols.
3. Maior número de gols pró.
4. Confronto direto.
5. Menor número de cartões amarelos.
6. Menor número de cartões vermelhos.
7. Sorteio.

Nos jogos das quartas de final e semifinal, ocorrendo empate após os 180 minutos de jogo, avança quem tiver melhor qualificado na classificação geral. Nos jogos da final, ocorrendo empate após os 180 minutos de jogo, a partida será definida por meio de cobranças de penalidades máximas.

## Equipes participantes
| Equipe                          | Localidade         | Em 2018 | Estádio (mando em 2019) | Capacidade | Títulos             |
| ------------------------------- | ------------------ | ------- | ----------------------- | ---------- | ------------------- |
| Bolamense Futebol Clube         | Riacho Fundo       | 9º      | Abadião                 | 4 000      | 0                   |
| Brasiliense Futebol Clube       | Taguatinga         | 2º      | Serejão                 | 27 000     | 9 (último em 2017)  |
| Capital Clube de Futebol Ltda   | Guará              | 1º(B)   | Mané Garrincha          | 72 788     | 0                   |
| Ceilândia Esporte Clube         | Ceilândia          | 3º      | Abadião                 | 4 000      | 2 (último em 2012)  |
| Bosque Formosa Esporte Clube    | Formosa (GO)       | 8º      | Diogão                  | 6 000      | 0                   |
| Sociedade Esportiva do Gama     | Gama               | 5º      | Bezerrão                | 20 000     | 11 (último em 2015) |
| Associação Atlética Luziânia    | Luziânia (GO)      | 4º      | Serra do Lago           | 21 564     | 2 (último em 2016)  |
| Paracatu Futebol Clube          | Paracatu (MG)      | 7º      | Frei Norberto           | 8 000      | 0                   |
| Real Futebol Clube              | Núcleo Bandeirante | 6º      | Mané Garrincha          | 72 788     | 0                   |
| Sociedade Esportiva Santa Maria | Santa Maria        | 10º     | Bezerrão                | 20 000     | 0                   |
| Sobradinho Esporte Clube        | Sobradinho         | 1º      | Augustinho Lima         | 15 000     | 3 (último em 2018)  |
| Taguatinga Esporte Clube [TEC]  | Taguatinga         | 2º (B)  | Serejão                 | 27 000     | 5 (último em 1993)  |

- TEC: ^  O Atletico Taguatinga se fundiu com o antigo Taguatinga EC adotando as cores do TEC para a disputa do campeonato.[3][4][5]

| Luziânia FormosaLocalização dos times goianos no Brasiliense 2019. | ParacatuLocalização do time mineiro no Brasiliense 2019. |

## Fase final
|  | Quartas-de-final | Quartas-de-final | Quartas-de-final | Quartas-de-final |   |             | Semifinais     | Semifinais     | Semifinais     | Semifinais     |  |      | Final            | Final            | Final            | Final            |  |  |
|  |                  |                  |                  |                  |   |             | 3 a 7 de abril | 3 a 7 de abril | 3 a 7 de abril | 3 a 7 de abril |  |      | 13 e 20 de abril | 13 e 20 de abril | 13 e 20 de abril | 13 e 20 de abril |  |  |
|  |                  |                  |                  |                  |   |             |                |                |                |                |  |      |                  |                  |                  |                  |  |  |
|  | Gama             | 2                | 1                | 3                |   |             |                |                |                |                |  |      |                  |                  |                  |                  |  |  |
|  | Formosa          | 0                | 1                | 1                |   |             |                |                |                |                |  |      |                  |                  |                  |                  |  |  |
|  | Formosa          | 0                | 1                | 1                |   | Gama        | 2              | 1              | 3              |                |  |      |                  |                  |                  |                  |  |  |
|  |                  |                  |                  |                  |   | Gama        | 2              | 1              | 3              |                |  |      |                  |                  |                  |                  |  |  |
|  |                  | Real-DF          | 1                | 0                | 1 |             |                |                |                |                |  |      |                  |                  |                  |                  |  |  |
|  | Real-DF          | Real-DF          | 1                | 0                | 1 | 0           | 3              | 3              |                |                |  |      |                  |                  |                  |                  |  |  |
|  | Real-DF          |                  |                  |                  |   | 0           | 3              | 3              |                |                |  |      |                  |                  |                  |                  |  |  |
|  | Sobradinho       | 0                | 1                | 1                |   |             |                |                |                |                |  |      |                  |                  |                  |                  |  |  |
|  | Sobradinho       | 0                | 1                | 1                |   |             |                |                |                |                |  | Gama | 3                | 2                | 5                |                  |  |  |
|  |                  |                  |                  |                  |   |             |                |                |                |                |  | Gama | 3                | 2                | 5                |                  |  |  |
|  |                  | Brasiliense      | 1                | 2                | 3 |             |                |                |                |                |  |      |                  |                  |                  |                  |  |  |
|  | Brasiliense      | Brasiliense      | 1                | 2                | 3 | 2           | 2              | 4              |                |                |  |      |                  |                  |                  |                  |  |  |
|  | Brasiliense      |                  |                  |                  |   | 2           | 2              | 4              |                |                |  |      |                  |                  |                  |                  |  |  |
|  | Capital-DF       | 2                | 0                | 2                |   |             |                |                |                |                |  |      |                  |                  |                  |                  |  |  |
|  | Capital-DF       | 2                | 0                | 2                |   | Brasiliense | 0              | 3              | 3              |                |  |      |                  |                  |                  |                  |  |  |
|  |                  |                  |                  |                  |   | Brasiliense | 0              | 3              | 3              |                |  |      |                  |                  |                  |                  |  |  |
|  |                  | Paracatu         | 1                | 2                | 3 |             |                |                |                |                |  |      |                  |                  |                  |                  |  |  |
|  | Luziânia         | Paracatu         | 1                | 2                | 3 | 1           | 1              | 2              |                |                |  |      |                  |                  |                  |                  |  |  |
|  | Luziânia         |                  |                  |                  |   | 1           | 1              | 2              |                |                |  |      |                  |                  |                  |                  |  |  |
|  | Paracatu         | 2                | 1                | 3                |   |             |                |                |                |                |  |      |                  |                  |                  |                  |  |  |

Em itálico, os times que possuem o mando de campo no primeiro jogo do confronto e em negrito os times classificados.

## Premiação
| Vice Campeão: | Terceiro Colocado: | Artilheiro:      | Melhor goleiro:       |
| ------------- | ------------------ | ---------------- | --------------------- |
| Brasiliense   | Paracatu           | Formosa - Jessuí | Gama - Rodrigo Calaça |

## Maiores públicos
Esses são os dez maiores públicos do Campeonato:
| Nº | Público[i] | Mandante    | Placar | Visitante   | Estádio        | Data           | Rodada/Turno           |
| -- | ---------- | ----------- | ------ | ----------- | -------------- | -------------- | ---------------------- |
| 1  | 14 599     | Brasiliense | 2–2    | Gama        | Mané Garrincha | 20 de abril    | Final/Volta            |
| 2  | 9 155      | Gama        | 1–0    | Brasiliense | Bezerrão       | 17 de março    | 9ª Rodada              |
| 3  | 9 040      | Gama        | 3–1    | Brasiliense | Mané Garrincha | 13 de abril    | Final/Ida              |
| 4  | 4 511      | Gama        | 1–0    | Real-DF     | Bezerrão       | 07 de abril    | Semifinal/Volta        |
| 5  | 3 618      | Paracatu    | 1–0    | Brasiliense | Frei Norberto  | 03 de abril    | Semifinal/Ida          |
| 6  | 3 127      | Capital-DF  | 2–2    | Brasiliense | Mané Garrincha | 27 de março    | Quartas de Final/Ida   |
| 7  | 2 938      | Gama        | 1–1    | Formosa     | Bezerrão       | 30 de março    | Quartas de Final/Volta |
| 8  | 2 361      | Luziânia    | 1–1    | Paracatu    | Serra do Lago  | 30 de março    | Quartas de Final/Volta |
| 9  | 2 298      | Gama        | 2–0    | Capital-DF  | Bezerrão       | 3 de fevereiro | 3ª Rodada              |
| 10 | 2 015      | Santa Maria | 0–3    | Gama        | Bezerrão       | 9 de fevereiro | 4ª Rodada              |

- i. ^ Considera-se apenas o público pagante

### Média
As médias de público são calculadas manualmente, levando-se em conta o relatório oficial emitido pela Federação de Futebol do Distrito Federal, disponíveis no site oficial.
| Pos. | Time        | Média    | Total  | Mandos | Maior | Menor | Arrecadação R$ | Ticket Médio R$ |
| ---- | ----------- | -------- | ------ | ------ | ----- | ----- | -------------- | --------------- |
| 1    | Gama        | 3 289,88 | 26 319 | 8      | 9 155 | 1 707 | 343 220,00     | 13,04           |
| 2    | Capital-DF  | 1 652,83 | 9 917  | 6      | 3 127 | 1 002 | 16 101,00      | 1,62            |
| 3    | Formosa     | 1 184,86 | 8 294  | 7      | 1 649 | 1 009 | 65 345,00      | 7,88            |
| 4    | Luziânia    | 1 060,86 | 7 426  | 7      | 2 361 | 226   | 30 250,00      | 4,07            |
| 5    | Paracatu    | 1 026,57 | 7 186  | 7      | 3 618 | 319   | 33 880,00      | 4,71            |
| 6    | Brasiliense | 742,5    | 5 940  | 8      | 1 125 | 420   | 31 742,00      | 5,34            |
| 7    | Real-DF     | 535,29   | 3 747  | 7      | 1 776 | 60    | 38 170,00      | 10,19           |
| 8    | Santa Maria | 458      | 2 290  | 5      | 2 015 | 39    | 23 915,00      | 10,44           |
| 9    | Ceilândia   | 267,6    | 1 338  | 5      | 521   | 56    | 9 445,00       | 7,06            |
| 10   | Sobradinho  | 211,57   | 1 481  | 7      | 515   | 48    | 14 090,00      | 9,51            |
| 11   | Taguatinga  | 170,4    | 852    | 5      | 463   | 47    | 7 923,00       | 9,30            |
| 12   | Bolamense   | 65       | 325    | 5      | 87    | 51    | 1 639,00       | 5,04            |

- Ceilândia x Paracatu pela 11ª rodada foi com portões fechados, sendo, então, desconsiderado nos cálculos.